# Área de Conservación Tortuguero
El Área de Conservación Tortuguero (ACTo) es un área que cubre el Caribe Norte de Costa Rica y forma parte del Sistema Nacional de Áreas de Conservación.

## Áreas protegidas
- Área Marina de Manejo Barra del Colorado
- Humedal Nacional Cariari
- Parque Nacional Tortuguero
- Refugio de Vida Silvestre Archie Carr
- Refugio Nacional de Vida Silvestre Barra del Colorado
- Refugio de Vida Silvestre Corredor Fronterizo
- Zona Protectora Guácimo y Pococí
- Zona Protectora Tortuguero